# Franklin and Bash
Franklin and Bash est une série télévisée américaine en quarante épisodes de 42 minutes, créée par Kevin Falls et Bill Chais, diffusée entre le 1er juin 2011 et le 22 octobre 2014 sur la chaîne TNT et au Canada depuis le 22 août 2011 sur Bravo!.
En Belgique, la série est diffusée depuis le 2 février 2013 sur La Deux,. En France, du 28 avril 2013 au 12 avril 2014 sur TF6 (saisons 1 à 3), depuis le 13 août 2013 sur Série Club, depuis le 27 février 2015 sur Chérie 25 (saison 1) et depuis le 10 juillet 2018 sur NRJ 12 (saison 3). Au Québec, depuis le 30 mai 2013 sur Séries+. Elle est inédite en Suisse.

## Synopsis
Amis de longue date, Jared Franklin et Peter Bash sont deux avocats arrogants aux méthodes peu orthodoxes. Remarqués par le ponte d'une grosse firme, ils sont recrutés par le prestigieux cabinet. L'occasion pour eux de s'attaquer à de gros morceaux et apporter un peu de folie à un système trop rigide.

## Distribution

### Acteurs principaux
- Breckin Meyer (VFB : Alexandre Crépet) : Elmo « Jared » Franklin
- Mark-Paul Gosselaar (VFB : Maxime Donnay) : Peter Bash
- Malcolm McDowell (VFB : Philippe Résimont) : Stanton Infeld
- Reed Diamond (VFB : Tony Beck) : Damien Karp
- Garcelle Beauvais : Hanna Linden (saisons 1 et 2)
- Dana Davis (VF : Mélanie Dermont) : Carmen Phillips (saisons 1 à 3)
- Kumail Nanjiani (VFB : Romain Barbieux) : Pindar « Pindy » Singh (saisons 1 à 3)
- Heather Locklear (VFB : Véronique Biefnot) : Rachel Rose King (saison 3)
- Toni Trucks : Anita Herrera Haskins (saison 4)
- Anthony Ordonez : Dan Mundy (saison 4)

### Acteurs récurrents
- Rhea Seehorn (VFB : Carole Baillien) : Ellen Swatello (saisons 1, 3 et 4)
- Claire Coffee (VFB : Nathalie Hugo) : Janie Ross (saisons 1 et 2)
- Beau Bridges : Leonard Franklin (saisons 1 et 2)
- Geoffrey Blake : Gerry Nelson (saisons 1 à 3)
- Gates McFadden : la juge Mallory Jacobs (saisons 1 à 3)
- Alexandra Holden : Debbie Wilcox (saison 1)
- Kathy Najimy (VFB : Nathalie Hons) : la juge Alice Sturgess (saison 1)
- Kat Foster (en) (VFB : Claire Tefnin) : Wendy Cowell (saison 2)
- Robert Wuhl : le juge Maxwell Nulis (saisons 2 et 3)
- Jane Seymour (VFB : Nathalie Stas) : Colleen Bash (saisons 2 à 4)
- Ernie Hudson : le juge Lawrence Perry (saisons 2 et 4)
- Tom Everett : le juge Warren Mosley (saisons 2 et 4)
- Nicky Whelan : Charlotte « Charlie » (saison 3)
- John Ratzenberger : le juge Elliot Reid (saisons 3 et 4)

Version française
- Société de doublage : Dubbing Brothers - Belgique[13]
- Direction artistique : Jennifer Baré[13]

Source VF : Doublage Séries Database

## Développement
À la mi-février 2010, TBS a commandé un pilote sous forme de comédie d'une heure.
Le casting a débuté en mars 2010, dans cet ordre : Breckin Meyer et Mark-Paul Gosselaar, Malcolm McDowell, Garcelle Beauvais, Reed Diamond et Dana Davis.
Le 14 mai 2010, la série passe à TNT (du même groupe), qui commande la série.
Après le renouvellement pour la troisième saison, en octobre 2012, le contrat de Garcelle Beauvais n'a pas été renouvelé. Heather Locklear est alors engagée mais ne sera pas retenue pour la quatrième saison.
Pour la quatrième saison, Dana Davis et Kumail Nanjiani quittent la série alors que Toni Trucks et Anthony Ordonez décrochent des rôles principaux.
Le 11 novembre 2014, la série est annulée.

## Épisodes

### Première saison (2011)
1. Les deux font la paire (Pilot)
2. La Veuve noire (She Came Upstairs To Kill Me)
3. Jennifer de Troie (Jennifer of Troy)
4. Sexe, Mensonges et Sentiments (Bro-Bono)
5. Pères et Impairs (You Can't Take It With You)
6. Chasse aux gros gibiers (Big Fish)
7. Franklin contre Bash (Franklin vs. Bash)
8. Jeux interdits (The Bangover)
9. Délits mineurs (Bachelor Party)
10. Légitime Défense (Go Tell It on the Mountain)

### Deuxième saison (2012)
Le 26 juillet 2011, la série a été renouvelée pour une deuxième saison de dix épisodes diffusée du 5 juin au 14 août 2012.
1. David contre Goliath (Strange Brew)
2. La Vipère noire (Viper)
3. Jango et Rossi (Jango and Rossi)
4. Pour l'amour du rock (For Those About to Rock)
5. L'Affaire de cœur (L’Affaire Du Cœur)
6. La Belle et la Brute (Voir Dire)
7. Franklin et Bash contre la Navy (Summer Girls)
8. Dernière Danse (Last Dance)
9. L'Inquisiteur (Waiting on a Friend)
10. Révélations (650 to SLC)

### Troisième saison (2013)
Le 28 septembre 2012, la série a été renouvelée pour une troisième saison diffusée du 19 juin au 14 août 2013.
1. Café crème (Coffee and Cream)
2. Mort vivant (Dead and Alive)
3. Une mère pas comme les autres (By the Numbers)
4. Capitaine Johnny (Captain Johnny)
5. Des chiffres et des hommes (Good Lovin')
6. Freck contre Robbie (Freck)
7. Le Fêlé (Control)
8. Meteor-Man (Out of the Blue)
9. Le Chasseur de primes (Shoot to Thrill)
10. La Guerre de 30 ans (Gone in a Flash)

### Quatrième saison (2014)
Le 17 octobre 2013, la série a été renouvelée pour une quatrième saison de dix épisodes diffusée à partir du 13 août 2014.
1. La Malédiction de Hor Aha (The Curse of Hor-Aha)
2. Docteur Frankenstein (Kershaw vs. Linecum)
3. Irrésistible attraction (Love Is the Drug)
4. Bon flic, mauvais flic (Good Cop/Bad Cop)
5. Gorge profonde (Deep Throat)
6. Le Duc et la danseuse (Dance the Night Away)
7. Honore ta mère (Honor Thy Mother)
8. Nid de faucon (Falcon's Nest)
9. Esprit es-tu là ? (Spirits in the Material World)
10. Les jeux sont faits (Red or Black)

## Accueil

### Audiences
| Saison | Saison | Nombre d'épisodes | Jour et heure de diffusion | Diffusion originale sur TNT | Diffusion originale sur TNT | Année | Audience moyenne (en millions) | Audience moyenne (en millions) | Audience moyenne (en millions) |
| Saison | Saison | Nombre d'épisodes | Jour et heure de diffusion | Début de saison             | Fin de saison               | Année | Première                       | Finale                         | Moyenne                        |
| ------ | ------ | ----------------- | -------------------------- | --------------------------- | --------------------------- | ----- | ------------------------------ | ------------------------------ | ------------------------------ |
|        | 1      | 10                | Mercredi 21 h              | 1er juin 2011               | 3 août 2011                 | 2011  | 2.74                           | 2.54                           | 2.60                           |
|        | 2      | 10                | Mardi 22 h                 | 5 juin 2012                 | 14 août 2012                | 2012  | 3.07                           | 2.82                           | 2.90                           |
|        | 3      | 10                | Mardi 21 h                 | 19 juin 2013                | 14 août 2013                | 2013  | 1.97                           | 2.17                           | 2.10                           |
|        | 4      | 10                | Mercredi 22 h              | 13 août 2014                | 15 octobre 2014             | 2014  | 1.25                           | 0.98                           | 1.20                           |